# 結城昌治
結城 昌治（ゆうき しょうじ、1927年2月5日 - 1996年1月24日）は、日本の小説家・推理作家。本名：田村 幸雄。都筑道夫の命名によるこの筆名は、本来「ゆうき・まさはる」と読ませたが、しょうじと誤読されることが多いため、そのまましょうじとなった。
まだ日本にハードボイルド小説というものが浸透していなかった時期にハードボイルドを書いたことから「ハードボイルド小説の先駆者」といわれる。生島治郎の筆名の名付親でもある。ユーモアミステリも多く、この分野においても天藤真を奮起させるなど、先覚の位置を占める。

## 経歴
1927年、東京市品川区生まれ。1939年、戸越小学校卒業。旧制中学受験に失敗して1年浪人する。
1940年、高輪商業学校入学。1945年、旧制高等学校受験に失敗。海軍特別幹部練習生を志願。高輪商業学校卒業後、1945年5月16日に武山海兵団入団。しかし身体再検査の結果、1945年5月23日に帰郷を命ぜられる。帰宅の晩に空襲で自宅が焼失したため、敗戦まで栃木県那須に疎開した。
1946年、早稲田専門学校法律科（現・早稲田大学法学部）入学。1948年、東京地方検察庁に事務官として就職。1948年、就職後1年足らずで肺結核となり、1949年2月7日、国立東京療養所に入院し、1951年まで療養生活を送る。その間、左右両側に胸郭成形手術を受け、左右6本ずつの肋骨を切除する。俳人・石田波郷と同室であったことから、俳句をはじめることになる。この入院期間中に知りあった福永武彦に薦められて推理小説を読み始めた。
1955年、勤めの傍らアテネフランセに通学。しばしば転職を試みて東和映画宣伝部や音楽著作権協会などを受けるもことごとく失敗。
1959年5月、胃から吐血し、翌月まで虎の門病院に入院。『エラリー・クイーンズ・ミステリ・マガジン』日本版の第1回短篇コンテストに応募した「寒中水泳」が入選し、7月、同誌に掲載される。日本人作家の作品が掲載されたのはこの短編が最初である。12月に処女作品集『ひげのある男たち』を早川書房から上梓。1960年1月、東京地方検察庁を退職して作家専業となり、推理小説を発表する。
1962年に早川書房の「日本ミステリ・シリーズ」で、編集者の小泉太郎（生島治郎）の薦めにより、南ベトナムを舞台にしたスパイ小説『ゴメスの名はゴメス』を書き下し、直木賞候補となる。同作はグレアム・グリーンやエリック・アンブラーの流れを汲むスパイ小説としては中薗英助の『密書』（1961年）、海渡英祐の『極東特派員』（1961年）と並ぶわが国最初期の成果物である。また1962年には私立探偵事務所の所長・久里十八とその雇われ探偵・佐久を主人公とした『死者におくる花束はない』も発表。こちらは私立探偵を主人公とするハードボイルド小説としては島内透の『白いめまい』（1961年）と並ぶわが国最初期の作品である。その後も『夜の終る時』（1963年）などの警察小説、『白昼堂々』（1966年）などのクライム・コメディなど、日本では書かれること自体が珍しかったジャンルに意欲的に取り組み、『夜の終る時』では日本推理作家協会賞を受賞、『白昼堂々』では二度目の直木賞候補となった。
1970年、軍部の裏面を描いた『軍旗はためく下に』を発表。三度直木賞候補となり、選考委員の水上勉が「軍隊物の常道を踏まず、自己の土俵にもち来たって、重い記録を完了している。結城氏の諸作の中でも、第一等の作品と私は思う」と評するなど、選考委員10人中6人が「◎」（積極的な賛成）を付ける高評価で遂に受賞となった。同作は、1972年、深作欣二により映画化され、『キネマ旬報』ベストテンで2位に選出されるなど、こちらも高い評価を受けた。
その後も時代小説『始末屋卯三郎暗闇草紙』（1976年）、評伝『志ん生一代』（1977年）など、多彩な分野で才能を発揮。『歳月』（1979年）、『余色』（1993年）などの句集もある。
1996年1月24日、呼吸不全のため死去。68歳没。

## 作風
早川書房時代、結城の担当編集者だった生島治郎は結城との対談で『ひげのある男たち』（1959年）以降の一連の作品をこう評している――「『ひげのある男たち』を書いて、それからしばらく、つまり一種のファースだよね、あなたが書いていたのは」。また別の機会に生島はハードボイルド小説には「軽ハードボイルド派、あるいは、ユーモア・ハードボイルド派と呼ばれる作品もある」とした上で、その日本における数少ない実作例として結城の『死体置場は空の下』（1963年）を挙げている。
こうした「ファース」とも「ユーモア・ハードボイルド」とも評される諧謔的な作品を多く生み出した一方、結城は「夜」に異常な執着を示した作家でもある。『夜の終る時』（1963年）以降、タイトルに「夜」を含む作品は数知れず。そのものズバリ『ハードボイルド 夜』（1978年）と題した短編集もある。これらの作品では「ファース」とも「ユーモア・ハードボイルド」とも評される諧謔的な作風とは一変、暗鬱なトーンが貫かれており、その作風は「ノワール」と評するにふさわしい。杉江松恋は「ノワール」を代表する日本人作家の一人として結城昌治を挙げている。

## 句作と句会
結城と俳句の関わりは、結城が結核療養のため、東京都清瀬市の国立東京療養所に入院したことに始まる。この際、隣室の六番室に石田波郷、八番室に福永武彦がいた。時間がたっぷりあったこともあり俳句を作り始めた結城はやがて波郷と同じ六番室に移るなど、俳句に没頭する。後に結城はこの当時をふり返って次のように書いている。
その後、結城は「十七文字の世界が息苦しくなって」俳句から離れるものの、1978年には自ら句会を主宰して句作を再開。第一次「くちなし句会」は1978年1月、金原亭馬生、青木雨彦、高橋呉郎、大泉拓、村上豊、青柳純一、小田島雅和と結成。同会は1982年の馬生の死で解散するも、1983年に第二次「くちなし句会」を青柳純一、小田島雅和、園山俊二、石田種生、加賀美尚、山根一眞、平井宏と結成し、園山が死去する1993年まで活動した。

## 受賞歴
- 1963年『夜の終る時』にて日本推理作家協会賞。

　※何度かドラマ化されており、最近では2007年にTBS系で岸谷五朗主演でドラマ化されている。
- 1970年『軍旗はためく下に』にて第63回直木賞。
- 1985年『終着駅』にて吉川英治文学賞。
- 1994年 紫綬褒章

## 著作

### 郷原部長刑事もの
- 『ひげのある男たち』早川書房 1959 のち講談社文庫、徳間文庫、創元推理文庫　- 処女長編[10]。
- 『長い長い眠り』光文社カッパ・ノベルス 1960 のち中公文庫、創元推理文庫
- 『仲のいい死体』光文社カッパ・ノベルス 1961 のち角川文庫、創元推理文庫
- 『隠花植物』桃源社 1961 のち角川文庫

### 佐久と久里十八もの
- 『死者におくる花束はない』東都書房 1962 のち講談社文庫
- 『死体置場は空の下』文藝春秋新社（ポケット文春）1963 のち講談社文庫
- 『死の報酬』徳間書店 1966 のち講談社文庫

※髭がトレードマークの部長刑事・郷原左門が佐久と久里十八ものにも登場する一方、佐久と久里十八が郷原部長刑事ものにゲストキャラクターとして登場するなど、両シリーズは密接な関係にある。

### 真木探偵もの
- 『暗い落日』文藝春秋新社（ポケット文春）1965　のち角川文庫、講談社文庫、中公文庫
- 『公園には誰もいない』読売新聞社 1967 のち講談社文庫
- 『炎の終り』文藝春秋（ポケット文春）1969 のち角川文庫、講談社文庫

### 紺野弁護士もの
- 『死者たちの夜』朝日新聞社 1973 のち角川文庫
- 『犯罪者たちの夜』青樹社 1979 のち角川文庫

### その他
- 『天上縊死』早川書房 1961 - 処女作を含む短編集。
  - 「寒中水泳」 - 処女短編。
  - 「天上縊死」
- 『罠の中』新潮社 1961 のち集英社文庫
- 『まむしの家』光風社 1962
- 『ゴメスの名はゴメス』早川書房 1962 のち角川文庫、中公文庫、光文社文庫
- 『葬式紳士』角川小説新書 1962 のち文庫
- 『犯罪墓地』東都書房 1962
- 『没落』桃源社 1962
- 『噂の女』角川小説新書 1963 のち集英社文庫
- 『あるフィルムの背景』講談社 1963 のち角川文庫
- 『夜の終る時』中央公論社 1963 のち角川文庫、中公文庫
- 『牝猫』アサヒ芸能出版（平和新書）1963
- 『幻影の絆』角川小説新書 1964
  - 『幻の殺意』角川文庫 1971
- 『美しい囮』学習研究社（ガッケン・ブックス）1964
- 『風変りな夜』中央公論社 1964 のち文庫
- 『夜は死の匂い』集英社（コンパクト・ブックス）1965　のち文庫
- 『穽』光文社（カッパ・ノベルス）1965
  - 『裏切りの明日』中公文庫 1975 のち光文社文庫
- 『白昼堂々』朝日新聞社 1966 のち角川文庫、光文社文庫（1977年にNHKでドラマ化されたが、放映直前に問題が生じてお蔵入りした）
- 『夜が揺れた』東京文芸社 1968
- 『残酷な夕日』日本文華社（文華新書）1968
- 『夜の追跡者』講談社 1968 のち角川文庫
- 『春の悲歌』集英社（コンパクト・ブックス）1969 のち文庫
- 『狙った女』日本文華社（文華新書）1969
- 『すべてを賭けて』東京文芸社 1969
- 『軍旗はためく下に』中央公論社 1970 のち文庫
- 『夜に追われて』文藝春秋 1970
- 『童話の時代』中央公論社 1970 のち角川文庫
- 『死んだ夜明けに』講談社 1970
- 『憎悪の鎖』報知新聞社 1970
- 『不良少年』中央公論社 1971 のち文庫
- 『魚たちと眠れ』文藝春秋 1972 のち角川文庫、光文社文庫
- 『影の歳月』講談社 1972
- 『虫たちの墓』講談社 1972 のち文庫
- 『斬に処す 甲州遊侠伝』徳間書店 1972 のち角川文庫、小学館文庫
- 『ものぐさ太郎の恋と冒険』新潮少年文庫 1973
- 『見知らぬ自分』朝日新聞社 1973 のち中公文庫
- 『殺意の軌跡』中央公論社 1973 のち文庫
- 『喪中につき』角川書店 1975
- 『赤い霧』中央公論社 1975 のち文庫
- 『刑事』青樹社 1975 のち集英社文庫
- 『女』 青樹社 1976
- 『始末屋卯三郎暗闇草紙』徳間書店 1976 のち文庫
- 『志ん生一代』朝日新聞社 1977 のち文庫、中公文庫、学陽書房人物文庫
- 『結城昌治ショート・ショート全集』六興出版 1978 
  - 『泥棒：ショート・ショート全集』集英社文庫 1980
- 『昨日の花』朝日新聞社 1978
- 『噛む女』中央公論社 1978 のち文庫
- 『仕立屋銀次隠し台帳』講談社 1978 のち中公文庫
- 『夜』青樹社 1978
  - 『死んだ夜明けに』講談社文庫 1979※1970年刊行の講談社版とは収録作品が異る。
- 『遠い旋律』中央公論社 1979 のち文庫
- 『真夜中の男』実業之日本社 1979 のち講談社文庫、光文社文庫
- 『歳月 結城昌治句集』未来工房 1979
- 『死者と栄光への挽歌』文藝春秋 1980 のち文庫
- 『温情判事』角川文庫 1981
- 『犯行以後』角川文庫 1981
- 『影の殺意』角川文庫 1981
- 『風の報酬』角川文庫 1981
- 『目撃者』角川文庫 1981
- 『逆流 オフィス・ラブ殺人事件』角川書店 1981 のち文庫
- 『世界でいちばん優秀なスパイ』大和書房 1982 のち集英社文庫
- 『魔性の香り』集英社 1982 のち文庫
- 『花ことばは沈黙』集英社 1983 のち文庫
- 『振られた刑事』文春文庫 1983
- 『終着駅』中央公論社 1984 のち文庫、講談社文芸文庫
- 『ぼく、イヌじゃないよ』河出書房新社（メルヘンの森）1985
- 『俳句つれづれ草 昭和私史ノート』朝日新聞社 1985 のち文庫
- 『明日の風』朝日新聞社 1986
- 『エリ子、十六歳の夏』新潮社 1988 のち文庫
- 『森の石松が殺された夜』徳間文庫 1988
- 『怖い話と短い話』中央公論社 1988 のち文庫
- 『偽名』新潮文庫 1989
- 『俳句は下手でかまわない』朝日新聞社 1989 のち文庫
- 『修羅の匂い』文藝春秋 1990 のち文庫
- 『エンドレス』中央公論社 1991
- 『余色 結城昌治句集』未来工房 1993
- 『決着』新潮社 1993
- 『指揮者』中公文庫 1994
- 『出来事』中央公論社 1994 のち文庫
- 『泥棒たちの昼休み』新潮社 1996 のち講談社文庫
- 『死もまた愉し』講談社 1998 のち文庫

### 選集
- 結城昌治推理シリーズ 講談社 1966-1967

1. 『甘い季節』
2. 『女の檻』
3. 『選ばれた関係』
4. 『風の報酬』
5. 『ある恋の形見』
6. 『私に触らないで』

- 結城昌治作品集 朝日新聞社 1973-1974

1. 『ひげのある男たち・長い長い眠り』
2. 『ゴメスの名はゴメス・暗い落日』
3. 『夜の終る時・穽』
4. 『白昼堂々・死者におくる花束はない』
5. 『軍旗はためく下に・虫たちの墓』
6. 『斬に処す・森の石松が殺された夜・不良少年』
7. 『見知らぬ自分・童話の時代』
8. 『短編集 寒中水泳・孤独なカラス』

- 結城昌治長篇推理小説選集 東京文芸社 1980-1981

1. 『ひげのある男たち』
2. 『罠の中』
3. 『ゴメスの名はゴメス』
4. 『裏切りの明日』
5. 『死の報酬』
6. 『炎の終り』
7. 『魚たちと眠れ』
8. 『真夜中の男』

## 映画化作品
- 『どろ犬』 東映東京 1964 (監督：佐伯孚治、脚本：池田一朗、出演：大木実、高城裕二) ※原作：『夜の終る時』
- 『ゴメスの名はゴメス 流砂』 俳優座 1967 (監督：高橋治、脚本：星川清司、出演：仲代達矢、栗原小巻)
- 『白昼堂々』 松竹 1968 (監督：野村芳太郎、脚本：野村芳太郎・吉田剛、出演：渥美清、倍賞千恵子)
- 『幻の殺意』 コマ・プロ 1971 (監督：沢島忠、脚本：沢島忠・岡本育子、出演：小林桂樹、若尾文子)
- 『軍旗はためく下に』 東宝・新星映画社 1972 (監督：深作欣二、脚本：新藤兼人・長田紀生・深作欣二、出演：丹波哲郎、左幸子)
- 『夜霧の訪問者』 松竹 1975 (監督：井上梅次、脚本：井上梅次、出演：島田陽子、森田健作) ※原作：「描かれた女」
- 『昭和枯れすすき』 松竹 1975 (監督：野村芳太郎、脚本：新藤兼人、出演：高橋英樹、秋吉久美子) ※原作：「ヤクザな妹」
- 『夜が崩れた』 松竹 1978 (監督：貞永方久、脚本：田坂啓・貞永方久、出演：勝野洋、桃井かおり) ※原作：「夜が崩れた」
- 『不良少年』 東映東京 1980 (監督：後藤幸一、脚本：中岡京平、出演：金田賢一、熊谷美由紀)
- 『魔性の香り』 にっかつ 1985 (監督：池田敏春、脚本：石井隆、出演：天地真理、ジョニー大倉)[11]
- 『女咲かせます』 松竹映像 1987 (監督：森﨑東、脚本：梶浦政男・森崎東、出演：松坂慶子、役所広司) ※原作：『白昼堂々』
- 『噛む女』 にっかつ 1988 (監督：神代辰巳、脚本：荒井晴彦、出演：桃井かおり、永島敏行)
- 『裏切りの明日』 東映ビデオ 1990 (監督：工藤栄一、脚本：田部俊行、出演：萩原健一、夏樹陽子)

## 評伝
- 中辻理夫『結城昌治　淡色の熱情』東京創元社、2012年